# Liste des évêques et archevêques d'Indianapolis

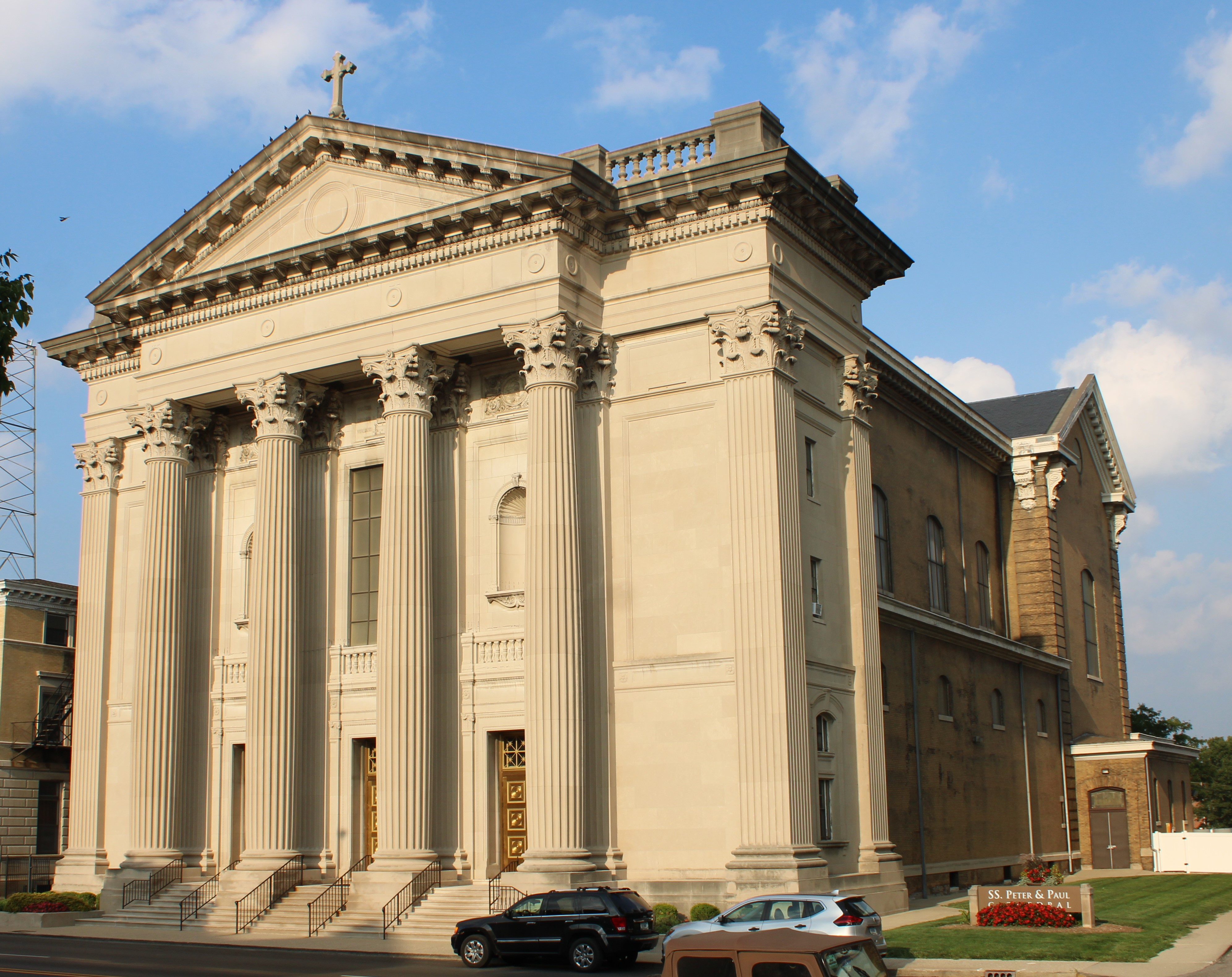
Vue de la cathédrale Saints-Pierre-et-Paul d'Indianapolis

Cette page présente la liste des évêques et archevêques d'Indianapolis
Le diocèse de Vincennes, dans l'Indiana, est créé le 6 mai 1834, par détachement de celui de Bardstown. Son siège est à la cathédrale Saint-François-Xavier de Vincennes.
Le siège est transféré à Indianapolis le 28 mars 1898. L'évêché prend le nom du nouveau siège à cette date.
Il est érigé en archidiocèse (Archidioecesis Indianapolitana), le 21 octobre 1944. Son église-mère est la cathédrale Saints-Pierre-et-Paul d'Indianapolis.

## Sont évêques
- 6 mai 1834-† 26 juin 1839 : Simon Bruté de Rémur (Simon Guillaume Gabriel Bruté de Rémur), évêque de Vincennes.
- 26 juin 1839-16 juillet 1847 : Célestin Guynemer de la Hailandière (Célestin René Laurent Guynemer de la Hailandière), évêque de Vincennes.
- 3 avril 1847-† 23 avril 1848 : Jean-Étienne Bazin (en anglais : John Stephen Bazin), évêque de Vincennes.
- 3 octobre 1848-† 28 juin 1877 : Jacques-Maurice de Landes d’Aussac de Saint-Palais, évêque de Vincennes.
- 28 mars 1878-† 7 septembre 1918 : Francis Chatard (Francis Silas Marean Chatard), évêque de Vincennes, puis évêque d'Indianapolis à partir du 28 mars 1898.
- 25 septembre 1918-† 8 décembre 1933 : Joseph Chartrand
- 24 mars 1934-21 octobre 1944 : Joseph Ritter (Joseph Elmer Ritter)

## Puis sont archevêques
- 21 octobre 1944-20 juillet 1946 : Joseph Ritter (Joseph Elmer Ritter), promu archevêque.
- 20 juillet 1946-3 janvier 1970 : Paul Schulte (Paul Clarence Schulte)
- 3 janvier 1970-20 mars 1979 : George Biskup (George Joseph Biskup)
- 21 novembre 1979-† 10 janvier 1992 : Edward O'Meara (Edward Thomas O'Meara)
- 14 juillet 1992-21 septembre 2011 : Daniel Buechlein (Daniel Mark Buechlein)
- 21 septembre 2011-18 octobre 2012 : siège vacant
- 18 octobre 2012- 7 novembre 2016 : Joseph Tobin (Joseph William Tobin), nommé archevêque de Newark
- depuis le 13 juin 2017 : Charles Thompson (en) (Charles Coleman Thompson)

## Galerie de portraits

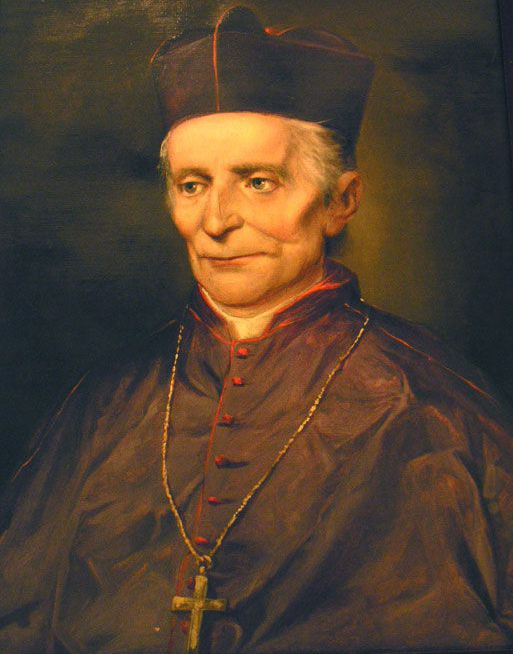
Simon Bruté de Rémur (1834-1839)

## Sources
- L'Annuaire Pontifical, sur le site http://www.catholic-hierarchy.org, à la page